# Seabourn Pride
Le Star Pride est un yacht de luxe exploité par Windstar Cruises.

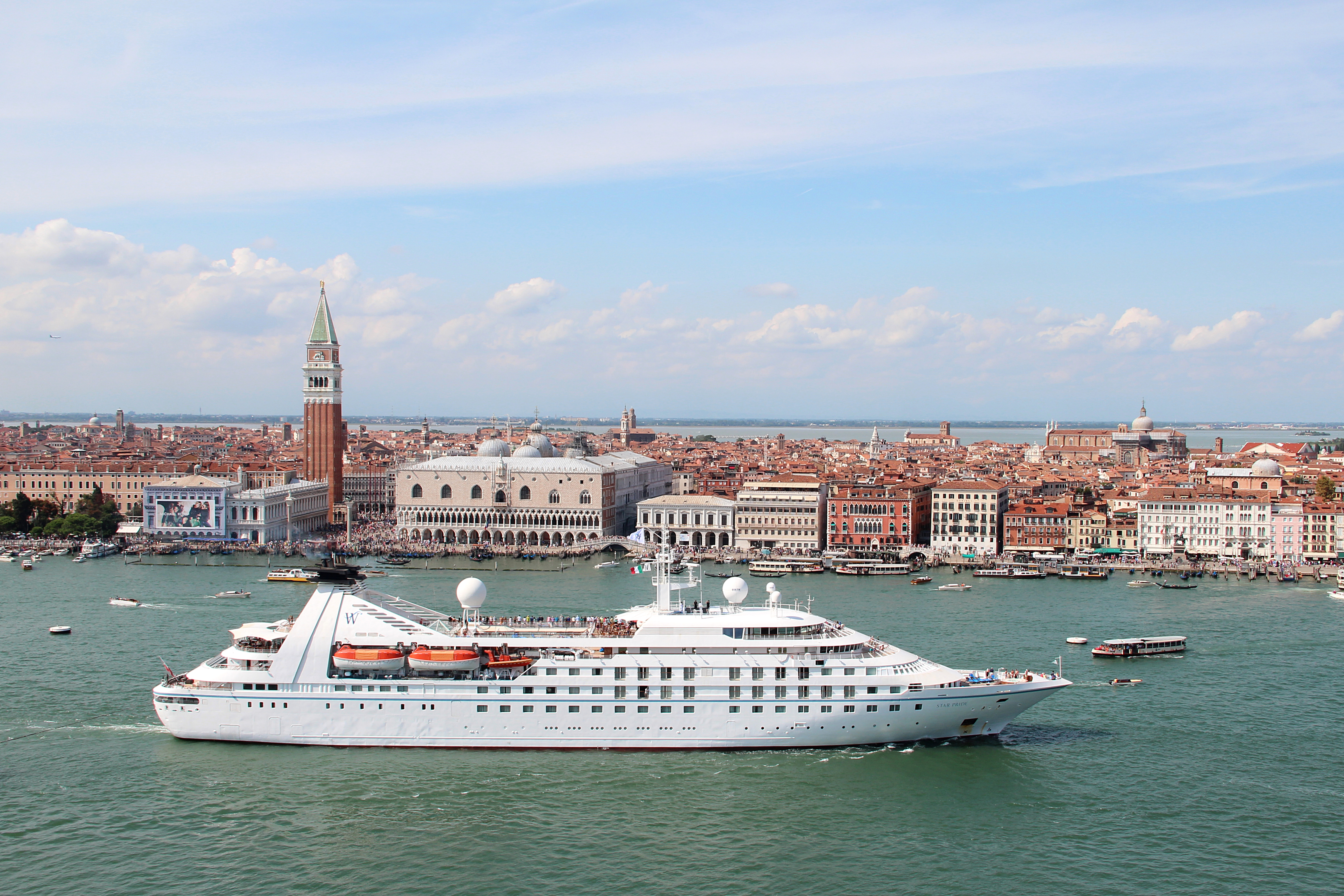
Le Star Pride naviguant dans le Bacino di San Marco à Venise.

## Caractéristiques
Ce bateau a été construit en 1988 en Allemagne aux chantiers Schichau-Seebeckwerft, pour le compte de la compagnie Seabourn Cruise Line, filiale de Carnival Corporation & PLC.
Baptisé Seabourn Pride en novembre 1988 il a pour marraine Shirley Temple Black. Il fut le premier de sa classe, qui comprend le Seabourn Legend et le Seabourn Spirit.
En 2013, la Windstar Cruises a annoncé l'acquisition du Seabourn Pride et qu'il serait rebaptisé Star Pride. L’ancien propriétaire du navire, Seabourn Cruise Line était son opérateur jusqu’à ce que le transfert soit terminé en mai 2014. 
Entre 2021 au chantier Fincantieri de Palerme, le navire a été rallongé. Il a été coupé en deux et une nouvelle section de 84 pieds a été insérée au milieu, avec 50 nouvelles cabines, pouvant accueillir 100 passagers supplémentaires. Dans le même temps que cette jumboïsation, le navire a été rénové dans son ensemble.